# Círculo de cultura

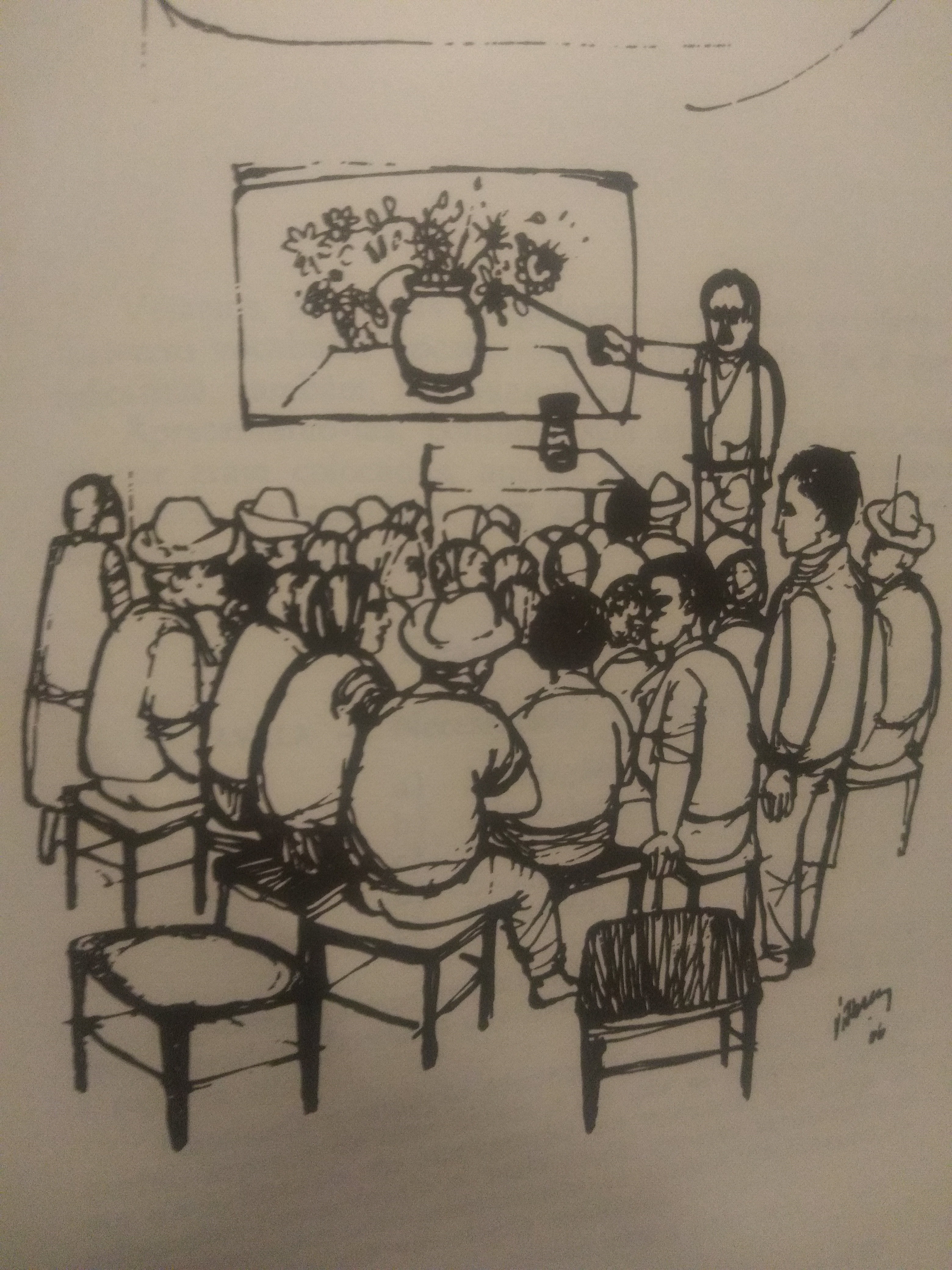
Desenho de um círculo de cultura extraído do livro Educação Como Prática da Liberdade. Nele, é apresentada aos educandos uma situação existencial, que auxilia na aquisição de um conteúdo, como o conceito antropológico de cultura

Círculo de cultura eram aulas em que o educador brasileiro Paulo Freire alfabetizava adultos, geralmente camponeses. Freire ministrava essas aulas na Década de 1960, antes do golpe militar, e mais tarde no Chile, onde se exilou. Escolheu esse nome para suas aulas para:
1. evitar o termo "aulas de alfabetização", pois a palavra analfabeto tem conotação pejorativa;
2. descrever o que o círculo de fato é, pois nele não se ensina apenas a ler e a escrever, mas a desenvolver nos educandos uma consciência crítica.

Voltado para essa consciência crítica, o seu conteúdo aborda conhecimentos sistematizados e questões referentes à prática social para o exercício da cidadania, na perspectiva da participação política, buscando soluções para problemas do mundo do trabalho e da vida.
Para além do seu exercício primeiro, no processo de alfabetização, transcendendo aquela dimensão educativa, pode hoje ser aplicado em atividades de planeamento em qualquer tipo de promoção colectiva que incentive processos educativos, assumidamente, com postura de vida participativa, seja na escola, na empresa, em ambientes rurais e urbanos, em cursos de preparação de recursos humanos e mesmo em nível de pós-graduação.

## Círculo de culturaversusaula tradicional
O círculo de cultura se contrapõe às aulas tradicionais, ou simplesmente "aulas". No círculo de cultura, nas palavras de Freire, "[a] aula não é uma aula, no sentido tradicional, mas um encontro em que se busca o conhecimento, e não em que este é transmitido". Freire sem dúvida preferia o círculo de cultura às aulas formais; porém, não chegava a condenar estas últimas, como tampouco condenou a prática de aulas expositivas, afirmando que a problematização também é possível em tais aulas.